# セブン・サムシング
セブン・サムシング (英題: Seven Something, タイ語: รัก 7 ปี ดี 7 หน)は、2012年公開のタイ映画である。 タイの映画会社GTHの設立7周年記念オムニバス恋愛映画。

## あらすじ
セブン・サムシングはラブストーリーであり、3人の監督によって別々に撮影された。そのため、この映画は3編に分かれている。1番めは"14"と題されており、2人のティーン・エイジャーとソーシャルネットワークに関する問題を扱っている。2番めは"21/28"と題されており、かつて俳優であり恋人同士であった2人が7年の後に再び一緒に働こうとする姿を描く。3番めは"42.195"と題されており、ある女性が若い男性に励まされてマラソンを完走しようとする物語である。
まず"14"が始まる。監督はパウィーン・プーリジットパンヤー (Phobia, Phobia 2の監督)であり、プアン(ジラーユ・ラオーンマニー)とミルク(スタッター・ウドムシン)の恋愛物語である。彼らの恋愛はプアンがFacebook上の自分のステータスを"In A Relationship"(交際中)に変更し、ミルクへの愛を宣言するクリップを投稿しだしたことで、絶えず変化していく。プアンは、全ての瞬間とミルクへの感情をいちいちアップロードしていた。詮索好きな人々から多くのコメントが寄せられ、閲覧数はウィルスのように増え続ける。プアンは見知らぬ人でいっぱいのオンライン上でのやりとりに夢中になりすぎ、そのため恋人の愛情は彼のFacebookウォールに"いいね"が付くごとに失せていく。
次の章はアディソーン・トリーシリカセーム (BTS - Bangkok Traffic (Love) Storyの監督)が監督した "21/28" であり、 2人のかつてスーパースターであった俳優が、酷評された映画に出演し、金銭的にも知名度的にも下降線をたどった時の感情をどう扱うかについての物語である。2人はどちらも"一発屋"と呼ばれつつもかつてのヒット映画に固執していた。現在、女優であるマム(クリス・ホーワン)は28歳で、再びカメラの前に立ちたいと足掻いている。 そして映画スタジオがかつてのヒット映画の続編を作ると発表したことでチャンスが巡ってきた。マムとジョン(サニー・スワンメーターノン)ならば再び大きな画面に映るチャンスがあるのだ。しかしながら、ジョンはずいぶん前に映画界から去り、水族館の飼育係として働いていた。マムはジョンを探し出して自分の復帰の道を探るが、かつてハンサムだったジョンは、現在はビールの飲み過ぎで醜く太っていた。
最後の章は"42.195"と題されている。監督は受賞歴もあるジラ・マリクン (Mekhong Full Moon Party および The Tin Mineの監督)であり、人生とマラソンを走ることを並行させたコンセプトで撮影されている。それは、人間の人生の通過点はマラソンの通過距離を示した距離表示とそう変わらないというものである。42歳のニュースキャスターである"ある女性"(スークワン・ブーラクン)の人生は、若いマラソンランナーで彼女にバンコクマラソンを勧誘する"ある男性"(ニックン)に出会ったことで変化し、新しい道を歩み始める。彼女の人生はもはや以前と同じではない。

## 日本での上映
日本では、以下の映画祭等で上映された。
第8回大阪アジアン映画祭
特集企画《GTHの7年ちょい～タイ映画の新たな奇跡》での上映。映画祭期間中の2013年3月10日、2013年3月12日、2013年3月17日に上映された。
また、2013年8月2日より日本語字幕付きDVDが発売されたほか、動画配信サイトで日本語字幕付き動画が公開されている。動画は有料だが、2014年や2015年など、期間によっては無料配信されていたこともある。